# 天主教拉合爾總教區
天主教拉合爾總教區（拉丁語：Archidioecesis Lahorensis），是羅馬天主教會以巴基斯坦第二大城市拉合爾為中心的一個總主教區。下轄三個教區。
2004年有教友570,000名，佔轄區總人口僅百分之2.3。由72名司鐸名管理24個堂區。現任總主教為塞巴斯蒂安·方濟‧沙阿。
1886年9月1日自旁遮普代牧區升為教區。1994年4月23日升為總教區。